# Junay
Junay is een gemeente in het Franse departement Yonne (regio Bourgogne-Franche-Comté) en telt 101 inwoners (2009). De plaats maakt deel uit van het arrondissement Avallon.

## Geografie
De oppervlakte van Junay bedraagt 3,6 km², de bevolkingsdichtheid is dus 28,1 inwoners per km².
De onderstaande kaart toont de ligging van Junay met de belangrijkste infrastructuur en aangrenzende gemeenten.

## Demografie
Onderstaande figuur toont het verloop van het inwonertal (bron: INSEE-tellingen).